# Der blauäugige Bandit
Der blauäugige Bandit (Originaltitel: Barbagia (La società del malessere)) ist ein italienisches Filmdrama aus dem Jahr 1969, das Carlo Lizzani mit Terence Hill in der Hauptrolle inszenierte. Im deutschen Sprachraum wurde der Film erst später, ab dem 1. Februar 1974, und zudem gekürzt ausgewertet, auch unter dem Titel Verflucht in alle Ewigkeit.

## Handlung
Der junge Hirte Graziano Cassitta wurde, wie in Sardinien üblich, zur Wahrung der Ehre als höchstem Gut erzogen. Als er den Mord an seinem Bruder rächt, wird er zu einer Gefängnisstrafe verurteilt, kann jedoch entfliehen. Mit seinem Fluchtgefährten Miguel Lopez nimmt er in den schroffen Bergen von Supramonte Zuflucht. Durch den unehrlichen Anwalt Spina unterstützt, baut er dort eine Bande auf und organisiert Entführungen, um Lösegelder zu erpressen.
Die Polizei macht sich erfolglos auf die Suche nach Cassitta, der seine Taten sozialkritisch verbrämt und so enorm populär wird und schließlich zu einem Anführer einer Separatistenbewegung aufsteigt. Dadurch wird er Spina zu mächtig, der nun versucht, ihn loszuwerden; Cassitta, erfolgsgeblendet, macht einen Fehler, als er den Durchschnittsbürger Nino Benedetto entführt. Diese Tat bringt auch Teile der Bevölkerung gegen ihn auf, woraufhin seine Leute seine Führungsposition in Frage stellen.
Die Polizei greift die Gruppe an; Miguel wird dabei getötet. Noch einmal kann Cassitta fliehen; aber kurz darauf wird er doch verhaftet.

## Kritik
C. Bertieri bescheinigte dem Film, einen sorgfältigen Blick auf eine Region Italiens zu werfen, die weit entfernt ist von den Lebensmöglichkeiten der industrienahen Gebiete; Tullio Kezich bezeichnete das Werk des Neorealisten Lizzani als „überzeugendes und nützliches Pamphlet und ein Beispiel für dramatisierten guten Journalismus“.
Die deutsche Kritik war weniger begeistert. Die auf die Popularität Hills gerichtete Vermarktung erweckte zudem falsche Erwartungen, dazu wurde mit der Synchronisation der Charakter des Films verändert. „Die deutsche Fassung tut mal wieder ihr Allerbestes, um den Film im negativen Licht erscheinen zu lassen. So kalauert sich Hills üblicher Synchronsprecher so nervtötend über die Tonspur, daß die durchaus tragisch gemeinten Vorgänge an Wucht verlieren“, schreibt beispielsweise Karsten Thurau in der Gangsterfilm-Bestandsaufnahme Der Terror führt Regie. So kommt das Lexikon des internationalen Films zum Schluss: „Gedacht als ein Spiegelbild von Verhaltensweisen, die aus gesellschaftlichen Mißverhältnissen resultieren. In der Ausführung jedoch ein Verschnitt aus Rebellenepos, Halbdokumentation und Italo-Western; die sozialkritischen Absichten Lizzanis werden der effektbetonten Unterhaltung untergeordnet.“

## Synchronisation
Die deutsche Fassung entstand 1974. Dialogbuch und Regie übernahm Rainer Brandt.
| Darsteller              | Rolle              | Synchronsprecher      |
| ----------------------- | ------------------ | --------------------- |
| N. N.                   | Erzähler           | Joachim Cadenbach     |
| Terence Hill            | Graziano Cassitta  | Thomas Danneberg      |
| Don Backy               | Miguel Lopez       | Joachim Tennstedt     |
| Frank Wolff             | Spina              | Christian Rode        |
| Gabriele Tinti          | Nanni Ripari       | Ronald Nitschke       |
| Ezio Sancrotti          | Nino Benetto       | Hans Nitschke         |
| Tano Cimarosa           | Cartana            | Friedrich G. Beckhaus |
| Hélène Ronée            | Anania             | N. N.                 |
| Clelia Matania          | Grazianos Mutter   | N. N.                 |
| Franco Silva            | Rechtsanwalt Arecu | N. N.                 |
| Benito Pacifico         | Coffin Bearer      | N. N.                 |
| Enrico Marciani         | Alfredo            | Eric Vaessen          |
| Rossana Martini Krisman | Signora Benedetto  | N. N.                 |
| Attilo Dottesio         | Bedettos Vater     | Kurt Waitzmann        |

## Bemerkungen
Das Drehbuch beruht auf dem Roman „La società del malessere“ von Giuseppe Fiori.
Filmlieder sind Ballate per una balente, gesungen von Don Backy, und Applausi, interpretiert von den Camaleonti.